# ربکا کوییک
ربکا کوییک (انگلیسی: Rebecca Quick؛ زادهٔ ۱۸ ژوئیهٔ ۱۹۷۲) یک روزنامه‌نگار اهل ایالات متحده آمریکا است. او گوینده اخبار در برنامه‌های خبری شبکه سی‌ان‌بی‌سی است.